# 陈三新
陈三新（1957年11月—），湖南永州人。1981年8月参加工作。武汉地质学院经管系毕业，中共中央党校在职研究生学历。中华人民共和国政治人物。

## 生平
陈三新长期在地质工作部门任职，历任湖南省零陵岩石基础工程公司经理，省地质矿产勘查开发局副局长，湖南省国土资源厅副厅长、厅长等职。2010年1月，任中共湘潭市委书记。2016年3月，陈三新离开湘潭市，出任湖南省政协副秘书长、机关党组成员。

### 落马
2018年5月11日，中央纪委国家监委网站宣布，陈三新涉嫌严重违纪违法，目前正接受湖南省纪委监委纪律审查和监察调查。2018年8月17日，被开除中国共产党党籍。
2018年12月21日，陈三新因为犯受贿罪，被湖南省株洲市中级人民法院判处有期徒刑11年，并处罚金人民币150万元。